# Quebec Magnetic
Quebec Magnetic è il dodicesimo album video del gruppo musicale statunitense Metallica, pubblicato il 10 dicembre 2012 dalla Blackened Recordings.

## Descrizione
Prima pubblicazione del gruppo attraverso la propria etichetta discografica indipendente, contiene i due concerti registrati il 31 ottobre 2009 e il giorno successivo al Colisée Pepsi di Québec durante il World Magnetic Tour. Ad occuparsi della regia dei due concerti è stato Wayne Isham, storico collaboratore dei Metallica nella realizzazione di molti videoclip (come ad esempio quelli per Enter Sandman, Fuel e Frantic) mentre la lista tracce è stata scelta dai fan su invito del gruppo, che mise a loro disposizione la scaletta dei due concerti su cui decidere.

## Tracce
DVD 1 – Full Concert
1. That Was Just Your Life – 8:44 (James Hetfield, Lars Ulrich, Kirk Hammett, Robert Trujillo)
2. The End of the Line – 7:46 (James Hetfield, Lars Ulrich, Kirk Hammett, Robert Trujillo)
3. The Four Horsemen – 5:27 (James Hetfield, Lars Ulrich, Dave Mustaine)
4. The Shortest Straw – 6:09 (James Hetfield, Lars Ulrich)
5. One – 7:54 (James Hetfield, Lars Ulrich)
6. Broken, Beat & Scarred – 8:25 (James Hetfield, Lars Ulrich, Kirk Hammett, Robert Trujillo)
7. My Apocalypse – 6:45 (James Hetfield, Lars Ulrich, Kirk Hammett, Robert Trujillo)
8. Sad but True – 6:00 (James Hetfield, Lars Ulrich)
9. Welcome Home (Sanitarium) – 6:10 (James Hetfield, Lars Ulrich, Kirk Hammett)
10. The Judas Kiss – 9:48 (James Hetfield, Lars Ulrich, Kirk Hammett, Robert Trujillo)
11. The Day That Never Comes – 7:58 (James Hetfield, Lars Ulrich, Kirk Hammett, Robert Trujillo)
12. Master of Puppets – 8:05 (James Hetfield, Lars Ulrich, Cliff Burton, Kirk Hammett)
13. Battery – 7:05 (James Hetfield, Lars Ulrich)
14. Nothing Else Matters – 5:47 (James Hetfield, Lars Ulrich)
15. Enter Sandman – 8:49 (James Hetfield, Lars Ulrich, Kirk Hammett)
16. Killing Time – 2:55 (Sweet Savage) – originariamente interpreta dagli Sweet Savage
17. Whiplash – 7:05 (James Hetfield, Lars Ulrich)
18. Seek & Destroy – 14:01 (James Hetfield, Lars Ulrich)

DVD 2
- Bonus Tracks & Footage

1. For Whom the Bell Tolls – 5:06 (James Hetfield, Lars Ulrich)
2. Holier Than Thou – 3:46 (James Hetfield, Lars Ulrich, Cliff Burton)
3. Cyanide – 6:58 (James Hetfield, Lars Ulrich, Kirk Hammett, Robert Trujillo)
4. Turn the Page – 5:18 (Bob Seger) – originariamente interpretata da Bob Seger
5. All Nightmare Long – 7:52 (James Hetfield, Lars Ulrich, Kirk Hammett, Robert Trujillo)
6. Damage, Inc. – 5:19 (James Hetfield, Lars Ulrich, Cliff Burton, Kirk Hammett)
7. Breadfan – 4:09 (Ray Phillips, Burke Shelley, Tony Bourge) – originariamente interpretata dai Budgie
8. Phantom Lord – 3:38 (James Hetfield, Lars Ulrich, Dave Mustaine)

- Extra

1. Quebec City Love Letters Featuring Band and Fan Interviews – 8:09

## Formazione
- James Hetfield – voce, chitarra ritmica
- Kirk Hammett – chitarra solista, cori
- Robert Trujillo – basso, cori
- Lars Ulrich – batteria

## Date di pubblicazione
Quebec Magnetic è stato pubblicato in giorni differenti nei seguenti paesi:
| Paese               | Data             |
| ------------------- | ---------------- |
| Australia           | 7 dicembre 2012  |
| Austria             | 7 dicembre 2012  |
| Belgio              | 7 dicembre 2012  |
| Finlandia           | 7 dicembre 2012  |
| Germania            | 7 dicembre 2012  |
| Norvegia            | 7 dicembre 2012  |
| Paesi Bassi         | 7 dicembre 2012  |
| Svizzera            | 7 dicembre 2012  |
| Danimarca           | 10 dicembre 2012 |
| Francia             | 10 dicembre 2012 |
| Portogallo          | 10 dicembre 2012 |
| Regno Unito         | 10 dicembre 2012 |
| Sud-est asiatico    | 10 dicembre 2012 |
| Svezia              | 10 dicembre 2012 |
| America del Nord    | 11 dicembre 2012 |
| America meridionale | 11 dicembre 2012 |
| Giappone            | 11 dicembre 2012 |
| Italia              | 11 dicembre 2012 |
| Spagna              | 11 dicembre 2012 |
| Nuova Zelanda       | 14 dicembre 2012 |